# Chromadorina supralitoralis
Chromadorina supralitoralis är en rundmaskart som beskrevs av Lorenzen 1969. Chromadorina supralitoralis ingår i släktet Chromadorina och familjen Chromadoridae. Inga underarter finns listade i Catalogue of Life.